# The Inklings

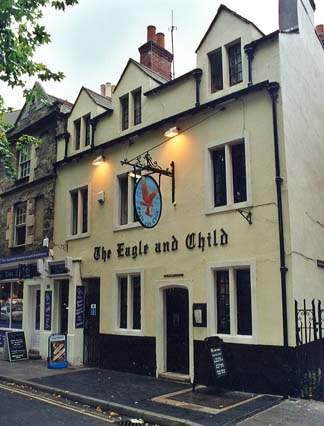
The Eagle and Child (Vulturul şi copilul) bar (de asemenea cunoscut ca (Bird and Baby) Pasărea și bebelușul) în Oxford unde membrii societății The Inklings se întâlneau în serile de joi în 1939.

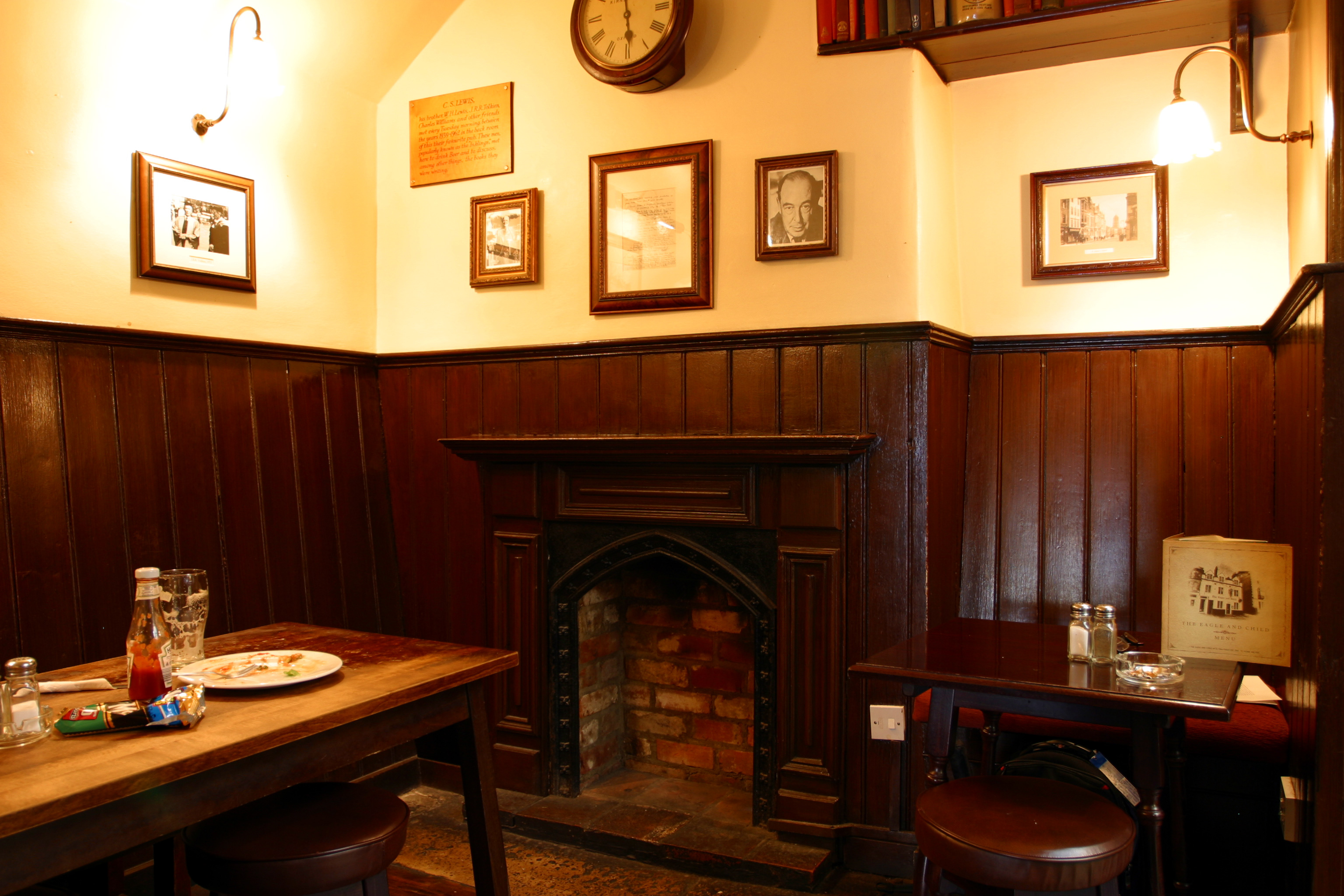
Colțul din bar unde se întâleanu membrii societăţii The Inklings.

The Inklings era un grup de discuții literare asociat cu Universitatea Oxford, Anglia.  Membrii, majoritatea academicieni ai universității, includeau pe: John Ronald Reuel Tolkien, Clive Staples Lewis, Owen Barfield, Charles Williams, Adam Fox, Hugo Dyson, Robert Havard, Nevill Coghill, Charles Leslie Wrenn, Roger Lancelyn Green, Colin Hardie, James Dundas-Grant, John Wain, R.B. McCallum, Gervase Mathew, C.E. Stevens, J.A.W. Bennett, Lord David Cecil, Christopher Tolkien (fiul lui J.R.R. Tolkien), Warren "Warnie" Lewis (fratele mai mare al lui C.S. Lewis), și Eric Rucker Eddison la invitația lui C.S. Lewis.  Întâlnirile au avut loc intre anii 1930 și 1960.

## Prezentare generală
The Inklings erau entuziaști literari ce prețuiau valoarea narațiunii în ficțiune și care încurajau scrierea de opere fantastice. Cu toate că valorile creștine erau reflectate în operele multra dintre membrii, existau de asemenea atei printre membrii grupului.
"Drept vorbind," scria Warren Lewis, "the Inklings nu era un club sau o scocietate literară, cu toate că împărțea din natura amândurora. Nu erau reguli, conducători, agende, sau alegeri formale."
După cum era titpic pentru grupurile universitare de natură literară ale vremii, The Inklings erau cu toții bărbați. (Dorothy L. Sayers, uneori inclusă în grupul The Inklings, era o prietenă a lui Lewis și Williams, dar nu a participat niciodată la o întâlnire a scocietății.)
Citirea și discuțiile despre operele neterminate ale membrilor reprezentau principalele scopuri al întâlnirilor. The Lord of the Rings a lui Tolkien, Out of the Silent Planet a lui Lewis și All Hallows' Eve a lui Williams au fost printre primele opere citite în cadrul întâlnirilor.Notion Club din nuvela cu același nume, neterminată și publicată postum în cadrul operei Sauron Defeated din ciclul The history of Millde-earth se bazează pe societatea The Inklings.
Dar nu toate întâlnirile erau serioase, membrii se amuzau concurând pentru a vedea cine poate citi cel mai mult fară să râdă, proza faimos de proastă, scrisă de Amanda McKittrick Ros. Arhivat în 12 martie 2007, la Wayback Machine.
Până la sfârșitul lui 1949, întâlnirile în cardul cărora se citea și discuta, se țineau de regulă joi dupămasa în camera de cămin a lui C.S. Lewis de la colegiul Magdalen.  The Inklings se întâlneau de asemenea la un bar local, The Eagle and Child, cunoscut ca și The Bird and Baby, sau simplu drept The Bird (Pasărea).  Dar contrar zvonurilor nu își citeau operele in bar.  Mai târziu intâlnirile din bar se țineau la The Lamb and Flag peste stradă, iar în anii de început The Inklings obișnuiau să se întâlnească in diverse alte baruri.
Numele aparținea inițial unui club de la University College, fondat de Edward Tangye Lean, pe atunci student, în 1931, cu scopul de a citi opere neterminate încă. Clubul era format din stundeți și membri ai colegiului ( pentru Oxford există termenul special de 'don' referitor la membrii colegiului), printre care și Tolkien și Lewis. Când Lean a plecat de la Oxford în 1933, clubul s-a desființat iar numele a fost transferat de Tolkien și Lewis la grupul lor de la Magdalen. Vorbind despre legatura dintre cele doua societăți 'Inklings' Tolkien spunea: "cu toate că obiceiul nostru era să citim compoziții de diferite tipuri (și lungimi!), această asociație și obiceiurile ei au luat ființă atunci, chiar dacă clubul (este vorba de primul club format de Edward Lean) cu o existență atât de scurtă ar fi existat sau nu."
Centrul Marion E. Wade, din Wheaton College, Illinois este devotat operei a șapte scriitori britanici printre care și patru membri ai clublui The Inklings și Dorothy L. Sayers. În total centrul Wade deține mai mult de 11,000 de volume, incluzând ediții princeps și critici. Colecția conține și alte documente privitoare la cei mai importanți șapte autori (Owen Barfield, G. K. Chesterton, C. S. Lewis, George MacDonald, Dorothy L. Sayers, J. R. R. Tolkien și Charles Williams) documente incluzând scrisori, manuscrise, înregistrări audio și video, ziare, fotografii și alte materiale.

## Alte referințe
- Un site despre C S Lewis și The Inklings Arhivat în 21 august 2007, la Wayback Machine.
- O bibliografie a The Inklings Arhivat în 15 ianuarie 2008, la Wayback Machine. din partea The Mythopoeic Society
- Societatea Inkling germană
- Centrul Marion E. Arhivat în 6 februarie 2006, la Wayback Machine. - colecție de studiu
- Articolul despre Inklings din Dicționarul Oxford